# Осфрадий
Осфрадий (новолат. osphradium из греч. οσφραίνομαι — «нюхаю, обоняю») — орган обоняния, или точнее химического чувства, в мантийной полости моллюсков при основании жабр, где к ним поступает ток воды. Образован особым чувствительным эпителием.

## Исследование и описание
У Prosobranchia иногда сенсорные клетки разбросаны по всему внутреннему эпителию мантийной полости, но у них же можно проследить и концентрирование этих клеток в осфрадии. Иногда осфрадий имеет форму ряда валиков (Cassidaria), поэтому его иногда принимали за добавочную жабру. С переходом моллюсков к наземному образу жизни осфрадий исчезает, а равно он исчезает вообще при атрофии соответствующей жабры. Осфрадию приписывается функция распознавания свойств притекающей к жабрам воды, однако опытами это не подтверждается.